# Поннамперума, Сирил
Сирил Э́ндрю Поннамперума (синг. ආචාර්ය සිරිල් ඇන්ඩෘ පොන්නම්පෙරුම; 16 октября 1923, Галле — 20 декабря 1994, Колледж-Парк, Мэриленд) — ланкийский учёный в области абиогенеза и химической эволюции. Автор более 400 научных публикаций.

## Биография
Родился 16 октября 1923 года в Галле, Южная Провинция. После окончания средней школы Святой Алоизий, Галле и католической школы Святого Йозефа, Коломбо, отправился в Индию и получил степень бакалавра философии в Мадрасском университете(1948).
После переезда в Великобританию был зачислен в Биркбек-колледж, который окончил со степенью бакалавра по химии (1959). В то же время начал работать с профессором Джоном Берналом, первопроходца изучающего происхождения жизни.
После переезда в Соединённые Штаты, получил докторскую степень по химии в Калифорнийском университете в Беркли (научный руководитель — нобелевский лауреат Мелвин Кальвин).
В 1962 году стал постоянным членом Национальной академии наук США при отделение НАСА исследовательский центр Эймса. В 1963 году присоединился к отделу экзобиология и химической эволюции НАСА. Стал главным исследователям лунного грунта в рамках космической программы Аполлон. После этого, появился на обложках газет Time и Newsweek.
Участвовал в разработке программ «Викинг» и «Вояджер» и выдвигался на членство в космический научно-консультационный совете и научно-консультационный совет о изучение жизни. В 1989 году избран вице-президентом «Академии наук Третьего мира» в Триесте, Италия.
Был назначен первым директором «Центра современных технологий им. Артура Чарльза Кларка» в Шри-Ланке и в 1984 году стал советником по науке президента Шри-Ланки Джуниуса Джаявардене. Вёл лекции в Академии наук СССР и Китайской академии наук.
Был приглашённом профессором в Комиссии по атомной энергии Индии в 1967 году. С 1970 по 1971 годы занимал должность директора по развитии программ фундаментальных исследований в Шри-Ланке (ЮНЕСКО). С 1971 году постоянно преподавал в Мэрилендском университете Колледж Парк, был профессором химии и директором лаборатории химической эволюции. В 1980 году был награждён медалью Опарина и университетом наградой «за выдающиеся международные заслуги» (1991). Был выдвинут в Папскую академию наук от Шри-Ланки.
Умер после сердечного приступа в Лаборатории химической эволюции, Мэриленд. Похоронен 9 января 1995 года в Коломбо, Шри-Ланка

## Произведения на русском языке
- Происхождение жизни / Пер. с англ. И.Ю. Кривцовой и В.А. Отрощенко ; Под ред. Г.А. Деборина. — М.: Мир, 1977. — 176 с. — (В мире науки и техники).